# Sphaerogastrella javana
Sphaerogastrella javana är en tvåvingeart som först beskrevs av Johannes Cornelis Hendrik de Meijere 1911.  Sphaerogastrella javana ingår i släktet Sphaerogastrella och familjen daggflugor. Inga underarter finns listade i Catalogue of Life.